# Andi Lila
Andi Lila (ur. 12 lutego 1986 w Kavajë) – piłkarz albański grający na pozycji obrońcy. Mierzy 184 cm wzrostu.

## Kariera klubowa
Karierę piłkarską Lila rozpoczął jako junior w klubie KS Besa Kavajë. 14 grudnia 2002 zadebiutował w meczu pierwszej ligi albańskiej przeciwko Teuta Durrës. Wkrótce stał się jednym z najbardziej wartościowych prawych obrońców w lidze albańskiej. W styczniu 2007 został kupiony przez Iraklis Saloniki, gdzie grało już trzech jego rodaków (Enea Koliqi, Elvis Kaja i Indrit Fortuzi). W greckim klubie nie udało mu się zrobić kariery i po trzech występach powrócił do Kavajë i został kapitanem swojego macierzystego klubu.
W lipcu 2008 przeszedł do KF Tirana i stał się filarem obrony stołecznego klubu przez kolejne dwa sezony. W czerwcu 2011 Lila został kupiony przez grecki PAS Janina za sumę 700 tysięcy euro. Zadebiutował w nowym zespole 28 lipca 2011 w meczu towarzyskim z Al-Ain FC. W grudniu 2014 został wypożyczony do Parmy, w której składzie zadebiutował 14 stycznia 2015 w meczu przeciwko Cagliari Calcio. W 2019 powrócił do klubu KF Tirana.

## Kariera reprezentacyjna
W reprezentacji Albanii Lila zadebiutował 21 listopada 2007 w Bukareszcie, w meczu eliminacji do Euro 2008 z Rumunią, ale wynik meczu (6-1 dla Rumunii) zniechęcił trenera Otto Barića do wystawiania Lili po raz kolejny. W maju 2008 kolejny selekcjoner piłkarskiej reprezentacji Albanii - Arie Haan powołał Lilę do reprezentacji na mecz towarzyski z Polską.

## Życie prywatne
Andi Lila jest żonaty (żona Ornela), ma syna Ayana. 16 lipca 2015 został wyróżniony tytułem Honorowego Obywatela Kavajë.